# ボッテガ・ヴェネタ

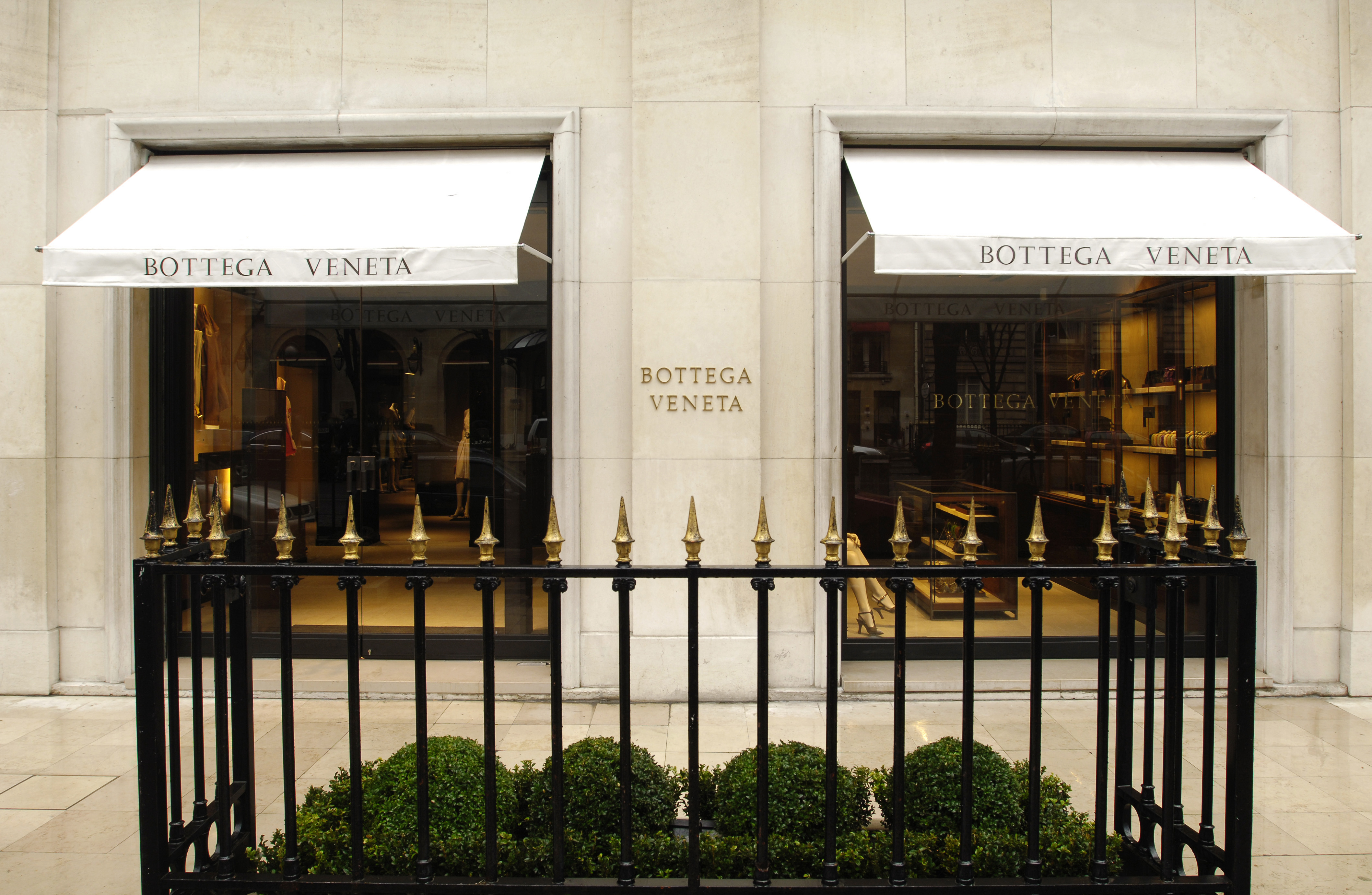
店舗

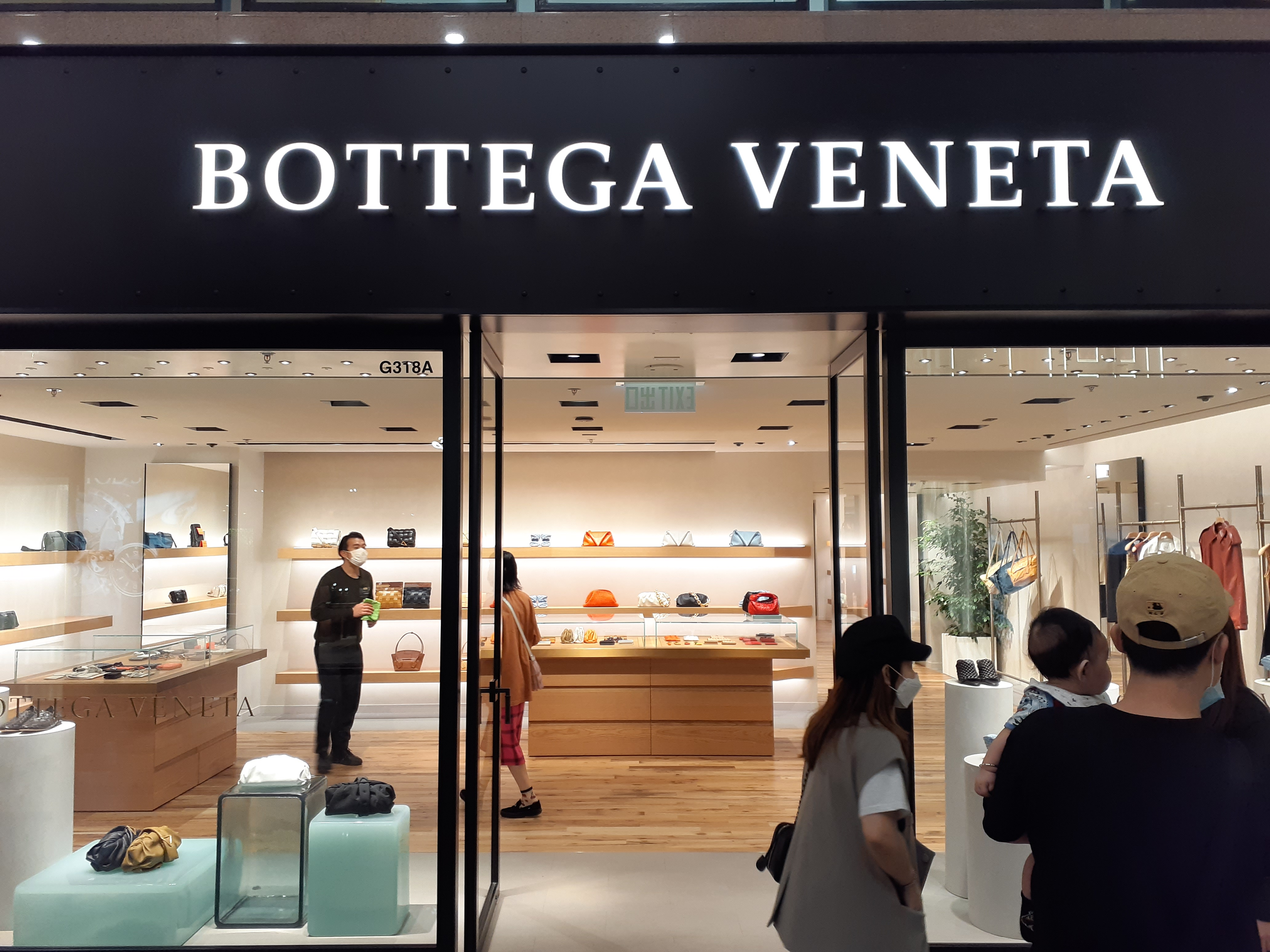
店舗

ボッテガ・ヴェネタ（BOTTEGA VENETA）は、イタリアを代表する高級ラグジュアリーブランド。ケリンググループに属する。
1966年、イタリア北東部のヴェネト州で創業され、モンテベッロ・ヴィチェンティーノにある18世紀建造のヴィラを改築してアトリエを設立。本社はスイスのルガーノにあり、イタリアのミラノとヴィチェンツァにもオフィスがある。
細長い革素材をメッシュ状に編み込んだ「イントレチャート」のレザーグッズが世界的に知られている。
2016年9月、カルロ・アルベルト・ベレッタに代わりクラウス＝ディートリッヒ・ラースがCEOに就任することが発表された。

## 歴史
ボッテガ・ヴェネタは1966年、イタリアのヴィチェンツァ において、ミケーレ・タッデイとレンツォ・ゼンジアーロにより創業された。 2人がこの会社を立ち上げたのは、職人技を生かしたレザー・グッズを製造・販売することが目的だった。やがてボッテガ・ヴェネタは「イントレチャート」と呼ばれる特徴的なレザーの編み込み技法を開発し、これが多くの製品に取り入れられるようになると、ボッテガ・ヴェネタの代名詞として広く知られるようになっていった。
ボッテガ・ヴェネタが進化を遂げる出発点となったイントレチャートは、現在もブランドを最も象徴する技法のひとつであり続けている。
1970年代、「自分のイニシャルだけで十分」（When your own initials are enough）と銘打った広告キャンペーンがスタート。1980年代初頭になると、世界を飛び回る著名人を多数顧客に抱えるようになり、その中にはジャクリーン・ケネディ・オナシスやファラ・パーレビ元王妃も名を連ねていた。 1980年にはアンディ・ウォーホルがボッテガ・ヴェネタの短編映画を制作している。創業者のゼンジアーロとタッデイは1990年代に同社の経営から退いた。
しかし1980年代になると、ボッテガ・ヴェネタの隆盛に陰りが見られるようになる。これは、経営陣がブランドイメージの転換を図り、製品をBVロゴで飾ることにしたためである。2001年2月、経営難に陥っていたボッテガ・ヴェネタは、1億5600万ドルでグッチ・グループに買収された。 この年の6月、当時グッチ・グループのクリエイティブ・ディレクターだったトム・フォードが、ソニア・リキエルやエルメスで活躍していたトーマス・マイヤーをボッテガ・ヴェネタのクリエイティブ・ディレクターに任命した。
製品のデザインや店舗設計から広告まで、クリエイティブ面での全権を任された トーマス・マイヤーは、ボッテガ・ヴェネタを本来の姿に戻すことを決意する。 マイヤーは、ボッテガ・ヴェネタの製品を飾っていたロゴをなくし、ブランドの代名詞であったイントレチャートの編み込みを強調し、職人技を生かした製造というボッテガ・ヴェネタの創業精神に立ち戻ったのである。 雑誌『ヴォーグ』はこのイメージチェンジを「目に見えない財産」（stealth wealth）が表に現れた好例と評した。 ボッテガ・ヴェネタは、2005年2月に初のウィメンズ・プレタポルテ・ランウェイショーを、2006年6月には初のメンズ・ランウェイショーを行った。2006年4月には初のジュエリーラインが発表され、インテリアやファニチャーのデザインも手がけるようになっている。
2016年9月、創業50周年を祝うイベントとしてミラノのブレラ国立美術学院でファッションショーを行った。このアニバーサリーイベントは、トーマス・マイヤーのクリエイティブ・ディレクター就任15周年を祝うものでもあった。

## 広告キャンペーン
これまで数多くの有名フォトグラファーがボッテガ・ヴェネタの広告を手がけており、「アート・オブ・コラボレーション」（Art of Collaboration）と題されたシリーズでは、ユルゲン・テラー（2015年秋冬）、ロバート・ロンゴ（2010年秋冬）、ナン・ゴールディン（2010年春夏）などが撮影した作品が広告を飾っている。
2012年、ボッテガ・ヴェネタの歴史と職人技を紹介する初の書籍を発行。この本は、トーマス・マイヤー、装丁を手がけたサム・シャヒッド、ファッションジャーナリストたちが協力して作り上げたものである。 ファッションエディターたちが、章ごとに、ハンドバッグ、レザー・グッズ、スーツケース、シューズ、ウィメンズウェア、ジュエリー、メンズウェア、ファニチャー、インテリアグッズ、時計、フレグランスに関するマイヤーのデザインを説明している。この本ではまたボッテガ・ヴェネタの製品が手作業で丹念に作り上げられる様子や、ボッテガ・ヴェネタの代名詞であるイントレチャートの編み込みもスリップカバーを初めとして紹介されている。 「アート・オブ・コラボレーション」プロジェクトが詳しく説明された2冊目の本も2015年10月に出版された。

## モンテベッロ・ヴィチェンティーノのアトリエ
2013年、ボッテガ・ヴェネタはモンテベッロ・ヴィチェンティーノに新しいアトリエをオープンした。 グリーンビルディング認証制度LEED（Leadership in Energy and Environmental Design）のガイドラインに沿ったこの施設の修復・建造もマイヤーが監督に当たった。 マイヤーは、ボッテガ・ヴェネタがヴィチェンツァで事業を続けることが、ブランドの伝統と理想を守り、育てる上で欠かせないことだと語っている。
アトリエには、アーカイブ、美術館とともに、ボッテガ・ヴェネタで働く職人たちが技術を習得するための学校（La Scuola dei Maestri Pellettieri di Bottega Veneta）も併設されている。 この学校は元々、職人技の重要性を認識し、イタリアにおいて熟練の革職人が減少している現状を憂い、次世代の革職人を養成し、支援することを目的として2006年夏に開校されたものである。 ボッテガ・ヴェネタの職人は、この学校での3年間に及ぶコースを修了して初めてアトリエで働くことが認められる。 ボッテガ・ヴェネタの2012年に出版された本の序論の中で、マイヤーは「職人技として形になっている知識や文化的財産が消えてなくなってしまうのは、甚大な損失である。こうした職人技の中には、職人たちそれぞれの創造性と人類の歴史とを織り成す貴重な糸が詰まっているからだ。」 と書いている。この職人養成学校はまた、ヴェネツィア建築大学と提携し、ハンドバッグのデザインや商品開発に関する大学院課程を設けている。このコースで学生たちは、デザイン工程の最初から製造段階を通してボッテガ・ヴェネタのブティックでの商品販売に至るまでの業界の様々な分野における実地体験ができる。

## ブティック
ボッテガ・ヴェネタの販売網は、ヨーロッパ、アジア、オーストラリア、南米、北米を網羅し全世界に及ぶ。 現在、43ヶ国で251の直営店を展開している。
2013年9月、ボッテガ・ヴェネタ初の「メゾン」がミラノのサンタンドレア通りに面した歴史的な建物の中にオープンした。1000m2を超える巨大ブティックの1階では、レザーグッズ、メンズとウィメンズのプレタポルテ、靴、ジュエリー、アイウェア、フレグランス、スーツケース、インテリアグッズのコレクションを初めとする、ボッテガ・ヴェネタのあらゆる商品を取り扱う。 同様のスケールの「メゾン」をニューヨークにもオープンする計画も進んでいる。 また2015年、ミラノのボルゴスペッソ通りにイタリア初となるホームコレクション専門のブティックをオープンした。18世紀に建てられたパラッツォ・ガッララーティ・スコッティ内にある200m2の広さの1階は、マイヤー自身が設計を手がけ、家具、照明、卓上製品、室内装飾品などが陳列されている。 2016年5月には2店舗目のメゾンがビバリーヒルズにオープンした。